# Phylloscopus tenellipes
El mosquitero paticlaro (Phylloscopus tenellipes) es una especie de ave paseriforme de la familia Phylloscopidae propia del este de Asia.

## Descripción
El mosquitero paticlaro mide alrededor de 12 cm de largo. Sus partes superiores son principalmente de tonos castaños, mientras que su píleo y nuca son pardo grisáceos, y su obispillo es pardo oliváceo. Presenta largas listas superciliares blancas en contraste con las listas ocular pardo grisáceas, extendiéndose ambas muy por detrás de los ojos. Sus mejillas son blancas aunque con manchas parduzcas. Su garganta y resto de partes interiores son blanquecinas.

## Distribución y Hábitat
Es un pájaro migratorio que cría en Manchuria, el sureste de Rusia y Corea del Norte, y pasa el invierno en el sudeste asiático. Su hábitat natural son los bosques templados, y los bosques tropicales en la zona de invernada.